# FC Groningen in het seizoen 2007/08
Het seizoen 2007/2008 van FC Groningen begon op maandag 2 juli 2007, toen de selectie bijeenkwam voor de eerste training. FC Groningen speelde dit seizoen in de Nederlandse Eredivisie en daarnaast in het Europese bekertoernooi UEFA Cup. Op 1 augustus 2007 maakte trainer Ron Jans de doelstellingen van de club voor het seizoen 2007-2008 bekend: Groningen wilde eindigen bij de eerste negen van de Eredivisie, minimaal de tweede ronde van de UEFA Cup bereiken alsmede de kwartfinale van het KNVB Bekertoernooi. Het seizoen 2007/2008 verliep goed bij FC Groningen, vooral tegen de topclubs deed de ploeg het uitstekend. Met een 2-2 gelijkspel tegen Ajax, een 3-2-overwinning thuis tegen Feyenoord en een 2-1-overwinning thuis tegen PSV kreeg de ploeg veel zelfvertrouwen.
Een zwarte dag in het seizoen 2007-2008 was 13 april 2008, toen de tribunebrand in de Euroborg plaatsvond.
In de UEFA Cup werd FC Groningen in de eerste ronde uitgeschakeld door ACF Fiorentina. Nadat het zowel in de thuis- als in de uitwedstrijd 1-1 was geworden verloor Groningen na strafschoppen. In de KNVB Beker verloor FC Groningen in de derde ronde in De Kuip van Feyenoord. In de Eredivisie verliep de eerste seizoenshelft goed, maar in de winterstop worden basisspelers Nevland, Lindgren en Silva verkocht. Mede vanwege de vele blessures in de tweede helft van het seizoen verloor de club veel wedstrijden en eindigde Groningen op de zevende plaats van de Eredivisie. Dit betekent dat de Groningers uitkomen in de play-offs voor een UEFA Cup-ticket, waarin in de eerste ronde FC Utrecht wordt verslagen. In de tweede ronde is NEC de tegenstander. NEC bleek over twee wedstrijden te sterk te zijn en dus werd dit seizoen naast een Europese ticket gegrepen.
FC Groningen besloot om ook na dit seizoen verder te gaan met trainer Ron Jans. De club bereikte in september 2007 een akkoord met hem over een verlenging van zijn in de zomer van 2008 aflopende contract met twee jaar. Jans volgde in oktober 2002 Dwight Lodeweges op en is de langstzittende trainer in de Eredivisie.
Het contract van Jans werd tot nu toe telkens met één jaar verlengd, maar nu is voor een tweejarige verbintenis gekozen. "Wij zijn nog lang niet op elkaar uitgekeken en de wetenschap dat een bijzondere trainer én mens nog minimaal twee jaar in Euroborg werkt, is voor ons een geruststellende gedachte", zei algemeen directeur Hans Nijland. "Buiten dat hij op het veld uitstekende resultaten boekt, past Jans met zijn uitstraling uitstekend bij deze club."

## Selectie
| Pos. | Speler             | Contract tot |
| ---- | ------------------ | ------------ |
| D    | Luciano            | 2010         |
| D    | Brian van Loo      | 2008         |
| V    | Matías Cahais      | Huur 2009    |
| V    | Ondřej Švejdík     | 2010         |
| V    | Gibril Sankoh      | 2010         |
| V    | Arnold Kruiswijk   | 2008         |
| V    | Fredrik Stenman    | 2011         |
| M    | Paul Matthijs      | 2009         |
| M    | Danny Holla        | 2008         |
| M    | Goran Lovre        | 2008         |
| M    | Evgeniy Levchenko  | 2008         |
| M    | Mark-Jan Fledderus | 2009         |
| M    | Martijn Meerdink   | 2009         |
| A    | Koen van de Laak   | 2009         |
| A    | Marnix Kolder      | 2010         |
| A    | Berry Powel        | 2010         |
| A    | Stefan Nijland     | 2009         |
| A    | Marcus Berg        | 2011         |
| A    | Tim Matavž         | 2012         |

## Transfers

### Aangetrokken
| Speler          | Vorige club         | Contract tot |
| --------------- | ------------------- | ------------ |
| Fredrik Stenman | Bayer 04 Leverkusen | 2011         |
| Luciano         | Germinal Beerschot  | 2010         |
| Marcus Berg     | IFK Göteborg        | 2011         |
| Sepp De Roover  | Sparta Rotterdam    | 2010         |
| Berry Powel     | De Graafschap       | 2009         |

### Gehuurd
| Speler        | Gehuurd van  |
| ------------- | ------------ |
| Matías Cahais | Boca Juniors |

### Vertrokken
| Speler                 | Nieuwe club         |
| ---------------------- | ------------------- |
| Antoine van der Linden | CS Marítimo Funchal |
| Bas Roorda             | PSV                 |
| Yuri Cornelisse        | ADO Den Haag        |
| Luis Alberto Suárez    | AFC Ajax            |
| Bruno Silva            | AFC Ajax            |
| Rasmus Lindgren        | AFC Ajax            |
| Erik Nevland           | Fulham FC           |

## Wedstrijden

### Oefenwedstrijden
| Datum            | Thuis        | Uitslag | Uit                 | Doelpuntenmakers (GRO)                                                                                                   | Bijzonderheden                       |
| ---------------- | ------------ | ------- | ------------------- | --- | ------------------------------------ |
| 6 juli 2007      | VV Eext      | 0 – 13  | FC Groningen        | Lovre 2×, Nevland 2×, Öztürk 2×, Fledderus, Van de Laak, Levtsjenko, Sankoh, Nijland, Lindgren, eigen doelpunt           | Ter ere van 75-jarig bestaan VV Eext |
| 7 juli 2007      | VV Noordster | 0 – 15  | FC Groningen        | Öztürk 5×, Ramic 3×, Fledderus 3×, Nijland 2×, Levtsjenko 2×                                                             |                                      |
| 11 juli 2007     | VV ZNC       | 0 – 15  | FC Groningen        | Öztürk 6×, Meerdink 2×, Nijland 2×, Ramic 2×, Matthijs, Fledderus                                                        |                                      |
| 14 juli 2007     | FC Emmen     | 1 – 3   | FC Groningen        | Lindgren, Van de Laak, Nijland                                                                                           | werd gespeeld in Westerbork          |
| 17 juli 2007     | Veelerveen   | 0 – 16  | FC Groningen        | Öztürk 3×, Lindgren 2×, Nijland 2×, Rozema 2×, Levtsjenko, Van de Laak, Stenman, Lovre, Fledderus, Metaj, eigen doelpunt |                                      |
| 21 juli 2007     | FC Groningen | 1 – 1   | Sheffield Wednesday | Fledderus | werd gespeeld in Haren               |
| 24 juli 2007     | FC Groningen | 1 – 2   | FC Dordrecht        | Meerdink | werd gespeeld in Norg                |
| 28 juli 2007     | BV Veendam   | 1 – 2   | FC Groningen        | Nijland, Meerdink |                                      |
| 31 juli 2007     | VV Hunsingo  | 0 – 15  | FC Groningen        | Nevland 3×, Öztürk 3×, Lovre 2×, Van de Laak 2×, Nijland 2×, Suárez, Metaj, Rozema                                       |                                      |
| 3 augustus 2007  | Levante      | 0 – 0   | FC Groningen        | |                                      |
| 12 augustus 2007 | FC Groningen | 2-2     | Real Mallorca       | van der Laak, Fledderus                                                                                                  | onderdeel van de Open Dag            |

### Eredivisie
| Datum             | Thuis            | Uitslag | Uit              | Doelpuntenmakers (GRO)             | Bijzonderheden                            |
| ----------------- | ---------------- | ------- | ---------------- | ---------------------------------- | ----------------------------------------- |
| 18 augustus 2007  | NAC Breda        | 0 – 3   | FC Groningen     | Lovre, Nevland, Fledderus          |                                           |
| 26 augustus 2007  | FC Groningen     | 0 – 2   | De Graafschap    |                                    |                                           |
| 2 september 2007  | Ajax             | 2 – 2   | FC Groningen     | Berg 2×                            |                                           |
| 14 september 2007 | FC Groningen     | 0 – 2   | FC Utrecht       |                                    |                                           |
| 23 september 2007 | Excelsior        | 1 – 3   | FC Groningen     | Nevland, Berg, Levchenko (p.)      |                                           |
| 29 september 2007 | FC Groningen     | 1 – 0   | Sparta Rotterdam | Lovre                              |                                           |
| 7 oktober 2007    | AZ               | 2 – 2   | FC Groningen     | Berg, Švejdík                      |                                           |
| 21 oktober 2007   | FC Groningen     | 1 – 0   | FC Twente        | Meerdink                           |                                           |
| 28 oktober 2007   | NEC              | 5 – 1   | FC Groningen     | vd Laak (p.)                       | Rode kaart Švejdík (2× geel)              |
| 4 november 2007   | FC Groningen     | 0 – 0   | Vitesse          |                                    |                                           |
| 11 november 2007  | Roda JC          | 5 – 1   | FC Groningen     | Nevland                            |                                           |
| 25 november 2007  | FC Groningen     | 3 – 2   | Feyenoord        | Berg 2×, Nevland                   |                                           |
| 1 december 2007   | FC Groningen     | 1 – 0   | VVV-Venlo        | Berg                               |                                           |
| 9 december 2007   | Sc Heerenveen    | 4 – 2   | FC Groningen     | Nevland 2×                         |                                           |
| 16 december 2007  | FC Groningen     | 1 – 0   | Willem II        | Silva                              |                                           |
| 22 december 2007  | Heracles Almelo  | 1 – 2   | FC Groningen     | Nijland, van de Laak               |                                           |
| 26 december 2007  | FC Groningen     | 2 – 1   | PSV              | Lindgren, Berg                     | Tweede kerstdag                           |
| 29 december 2007  | Sparta Rotterdam | 1 – 3   | FC Groningen     | Nijland 2×, Lovre                  |                                           |
| 12 januari 2008   | FC Groningen     | 3 – 2   | Excelsior        | Lovre 2×, Berg                     |                                           |
| 20 januari 2008   | FC Twente        | 3 – 1   | FC Groningen     | Lovre                              |                                           |
| 23 januari 2008   | FC Groningen     | 5 – 1   | NEC              | Fledderus 2×, Berg, Lovre, Hiariej | Midweekse speelronde                      |
| 27 januari 2008   | Feyenoord        | 1 – 1   | FC Groningen     | Berg                               | Eigen doelpunt Fledderus                  |
| 3 februari 2008   | FC Groningen     | 1 – 1   | Roda JC          | Powel                              | Rode kaart Meerdink                       |
| 9 februari 2008   | Vitesse          | 2 – 1   | FC Groningen     | Meerdink                           |                                           |
| 17 februari 2008  | FC Groningen     | 2 – 1   | AZ               | Berg 2×                            |                                           |
| 24 februari 2008  | VVV-Venlo        | 2 – 5   | FC Groningen     | Lovre, Berg 2×, Powel, Nijland     |                                           |
| 2 maart 2008      | FC Groningen     | 1 – 2   | Heracles Almelo  | Powel                              |                                           |
| 8 maart 2008      | Willem II        | 1 – 2   | FC Groningen     | Bælum (e.d.), De Roover            |                                           |
| 14 maart 2008     | FC Groningen     | 0 – 1   | sc Heerenveen    |                                    |                                           |
| 22 maart 2008     | PSV              | 3 – 0   | FC Groningen     |                                    |                                           |
| 28 maart 2008     | De Graafschap    | 1 – 1   | FC Groningen     | Powel                              |                                           |
| 6 april 2008      | FC Groningen     | 1 – 2   | NAC Breda        | Lovre                              |                                           |
| 13 april 2008     | FC Groningen     | afg     | Ajax             |                                    | Afgelast naar aanleiding van tribunebrand |
| 16 april 2008     | FC Groningen     | 1-2     | Ajax             | Cahais                             |                                           |
| 20 april 2008     | FC Utrecht       | 1-0     | FC Groningen     |                                    |                                           |

### Play-offs Eredivisie
| Datum       | Thuis        | Uitslag | Uit          | Doelpuntenmakers (GRO) | Bijzonderheden              |
| ----------- | ------------ | ------- | ------------ | ---------------------- | --------------------------- |
| 1 mei 2008  | FC Utrecht   | 2 – 2   | FC Groningen | Lovre, Powel           | Rode kaart Lovre            |
| 4 mei 2008  | FC Groningen | 3 – 1   | FC Utrecht   | Berg 2×, Švejdík       |                             |
| 8 mei 2008  | NEC          | 1 – 0   | FC Groningen |                        | Rode kaart Sankoh (2× geel) |
| 11 mei 2008 | FC Groningen | 1 – 3   | NEC          | Berg                   |                             |

### UEFA Cup
| Datum             | Thuis        | Uitslag | Uit          | Doelpuntenmakers (GRO) | Bijzonderheden                              |
| ----------------- | ------------ | ------- | ------------ | ---------------------- | ------------------------------------------- |
| 20 september 2007 | FC Groningen | 1 – 1   | Fiorentina   | Lovre                  |                                             |
| 4 oktober 2007    | Fiorentina   | 1 – 1   | FC Groningen | Nevland                | Fiorentina wint de strafschoppenserie (4-3) |

### KNVB Beker
| Datum             | Thuis            | Uitslag | Uit          | Doelpuntenmakers (GRO)               | Bijzonderheden |
| ----------------- | ---------------- | ------- | ------------ | ------------------------------------ | -------------- |
| 26 september 2007 | IJsselmeervogels | 1 – 8   | FC Groningen | Levtsjenko 2×, Matavž 4×, Nijland 2× |                |
| 1 november 2007   | Feyenoord        | 3 – 1   | FC Groningen | Greene (e.d.)                        |                |

Ajax ·
AZ ·
Excelsior ·
Feyenoord ·
De Graafschap ·
FC Groningen ·
sc Heerenveen ·
Heracles Almelo ·
NAC Breda ·
N.E.C. ·
PSV ·
Roda JC ·
Sparta Rotterdam ·
FC Twente ·
FC Utrecht ·
VVV-Venlo ·
Vitesse ·
Willem II